# Världsmästerskapen i badminton 1989
Världsmästerskapen i badminton 1989 anordnades i Jakarta, Indonesien. 

## Medaljsummering
| Pl. | Nation     | Guld | Silver | Brons | Totalt |
| --- | ---------- | ---- | ------ | ----- | ------ |
| 1   | Kina       | 4    | 2      | 4     | 10     |
| 2   | Indonesien | 0    | 2      | 4     | 6      |
| 3   | Sydkorea   | 1    | 1      | 0     | 2      |
| 4   | Malaysia   | 0    | 0      | 1     | 1      |
| 4   | Sverige    | 0    | 0      | 1     | 1      |

## Resultat
| Event       | Guld                          | Silver                          | Brons                               |
| Herrsingel  | Yang Yang                     | Ardy Wiranata                   | Icuk Sugiarto                       |
| Herrsingel  | Yang Yang                     | Ardy Wiranata                   | Eddy Kurniawan                      |
| Damsingel   | Li Lingwei                    | Huang Hua                       | Tang Jiuhong                        |
| Damsingel   | Li Lingwei                    | Huang Hua                       | Sawendah Kusumawardani              |
| Herrdubbel  | Li Yongbo Tian Bingyi         | Chen Kang Chen Hongyong         | Razif Sidek Jalani Sidek            |
| Herrdubbel  | Li Yongbo Tian Bingyi         | Chen Kang Chen Hongyong         | Rudy Gunawan Eddy Hartono           |
| Damdubbel   | Lin Ying Guan Weizhen         | Chung Myung-hee Hwang Hye-young | Maria Bengtsson Christine Magnusson |
| Damdubbel   | Lin Ying Guan Weizhen         | Chung Myung-hee Hwang Hye-young | Sun Xiaoqing Zhou Lei               |
| Mixeddubbel | Park Joo-bong Chung Myung-hee | Eddy Hartono Verawaty Fajrin    | Wu Chibing Yang Xinfang             |
| Mixeddubbel | Park Joo-bong Chung Myung-hee | Eddy Hartono Verawaty Fajrin    | Wang Pengren Shi Fangjing           |